# Eugoa incerta
Eugoa incerta là một loài bướm đêm thuộc phân họ Arctiinae, họ Erebidae.